# Стейнгримюр Йоунссон
Стейнгримюр Йоунссон (исл. Steingrímur Jónsson; 14 мая 1769, Рейкьявик — 14 июня 1845, Рейкьявик) — исландский прелат и политик, епископ Исландии с 1824 по 1845 год.

## Биография
Стейнгримюр Йоунссон родился 14 мая 1769 года на юге Исландии. Окончил школу при епархии в Скаульхольте, а затем учился в Рейкьявике до 1788 года, после этого служил в Рекьявике секретарем при епископе Скаульхольта Ханнесе Финнссоне до 1796 года. В 1800 году поступил на богословский факультет Копенгагенского университета, который закончил в 1803 году с отличной оценкой. Рукоположен летом 1803 года и назначен приходским священником на юг Исландии.
В 1806 году Стейнгримюр женился на Вальгердюр Йоунсдоуттир (исл. Valgerður Jónsdóttir), вдовой епископа Ханнеса, с которой он познакомился в свою бытность секретарем у него. Вальгердюр была младше своего первого мужа на 32 год и после его смерти в 1796 году она стала одной из самых богатых, если не самой богатой, женщиной в стране. Ей принадлежали земли на юге и западе Исландии, в том числе земли епархии Скаульхольта, имение Утхлид в Бискуптунгюр, остров Эйнгей в Кодла-фьорде и имение на Лёйгарнес, который в то время находились значительно за пределами Рейкьявика. Она владела множеством судов и двумя судоверфями в Гриндавике и Торлауксхёбне. Вальгердюр коллекционировала старые книги и рукописи, которые впоследствии легли в основу коллекции её второго мужа, епископа Стейнгримюра.

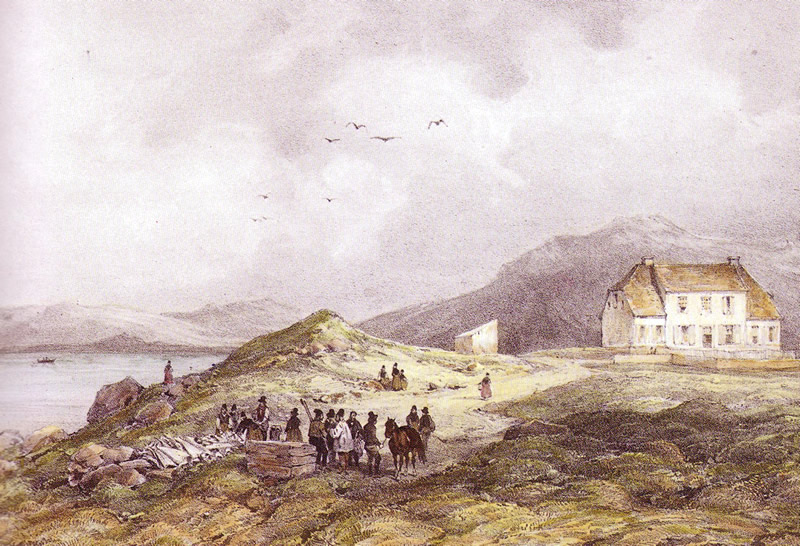
Резиденция епископа Стейнгримюра на Лёйгарнесе в 1836 году

В феврале 1810 Стейнгримюр стал пробстом в церковном округе в Одди, а в 1812 пробстом в округе Раунгауртинг. После того, как первый епископ Исландии Гейр Видалин умер 20 сентября 1823 года, король Дании выбрал Стейнгримюра новым епископом 12 мая 1824 года, а 26 декабря 1824 он был рукоположен в сан епископа Фридрихом Мюнтером, епископом Зеландским. В мае 1825 года епископ Стейнгримюр вернулся в Исландию и приступил к выполнению своих обязанностей. Первым делом он перенес резиденцию епископа в имение его жены Вальгердюр на Лёйгарнес и построил там каменный дом, так называемую Лёйгарнесстову (дословно — «Канцелярия на Лёйгарнесе»). Впоследствии король выкупил у него это имение, чтобы сделать там постоянную резиденцию исландских епископов.
Стейнгримюр много писал об истории Исландии и генеалогии (считался лучшим специалистом по исландской генеалогии в то время), занимался поисками старинных рукописей и книг, значительно пополнив и расширив собрание своей жены. После его смерти собрание рукописей, в общей сложности 393 тома, было выставлено на продажу его вдовой и потомками. Король подписал официальное разрешение на покупку коллекции 5 июня 1846 года, и этот день считается датой основания Собрания рукописей Национальной библиотеки Исландии. Известно, что в 1837 году он попросил у короля вернуть из датских архивов все исландские рукописи или их копии, которые Арни Магнуссон заимствовал два столетия у Исландии, но не вернул. Несмотря на просьбу епископа, документы так и не были возвращены.
Он умер 14 июня 1845 года. После церемонии прощания в доме Стейнгримюр его тело было перевезено из Лёйгарнеса в Рейкьявик на катере французского военного корабля, пришвартованного в гавани Рейкьявика. Франция оказала Штейнгримуру эту честь, потому что годом ранее он стал кавалером Большого креста французского ордена Почётного легиона. Похороны Стейнгримюра считаются одними из самых великолепных, когда-либо виденных в Рейкьявике в то время.
После его смерти, 25 сентября 1845 года новым епископом Исландии был выбран Хельги Тордерсен.